# Municipio de Stonycreek (condado de Cambria)
El municipio de Stonycreek (en inglés: Stonycreek Township) es un municipio ubicado en el condado de Cambria en el estado estadounidense de Pensilvania. En el año 2000 tenía una población de 3.204 habitantes y una densidad poblacional de 365.9 personas por km².

## Geografía
El municipio de Stonycreek se encuentra ubicado en las coordenadas 40°17′50″N 78°53′31″O / 40.29722, -78.89194.

## Demografía
Según la Oficina del Censo en 2000 los ingresos medios por hogar en la localidad eran de $29,745 y los ingresos medios por familia eran $37,181. Los hombres tenían unos ingresos medios de $26,392 frente a los $21,865 para las mujeres. La renta per cápita para la localidad era de $16,638. Alrededor del 8,3% de la población estaban por debajo del umbral de pobreza.